# Зеніт (Ленінград, 1924)
Футбольний клуб «Зеніт» Ленінград (рос. Футбольный клуб «Зенит» Ленинград) — колишній радянський футбольний клуб з Ленінграда, що існував у 1924—1941 роках.

## Історія
Команда заводу «Більшовик» з'явилася у 1924 році під назвою «Володарський район». У вересні в першому матчі 23 першості Ленінграда, що проходив за олімпійською системою, програла команді Ленінградського повіту. З 1925 року команда стала називатися «Більшовик», у 1936 році була передана у відання новоствореного спортивного товариства «Зеніт».
До 1937 року команда грала в першості Ленінграда. У 1937 році «Більшовик» виграв звання чемпіона ВЦРПС, що дало йому право виступати в першості СРСР. У 1938 році під керівництвом Михайла Юденича клуб зайняв 22 місце і вилетів до групи «Б», де наступного року зайняв 22 місце, після чого клуб був розформований.
Взимку 1939/40 після переведення фізкультурників Ленінградського металевого заводу з товариства «Сталінець» до товариства «Зеніт» команда ЛМЗ «Сталінець» отримала назву «Зеніт».
У 1938—1939 роках виступав у Класі А Чемпіонату СРСР.

### Історія назв
- 1924—1925: Володарський район;
- 1925—1937: Більшовик;
- 1938—1941: Зеніт.

## Досягнення
- Чемпіонат Ленінграда
  - Срібний призер: 1935
  - Бронзовий призер: 1930, 1931, 1932.